# Yardena Arazi
Yardena Arazi, pseudonimo di Yardena Shulamit Finebaum (in ebraico ירדנה ארזי; Kabri, 25 settembre 1951), è una cantante israeliana.
Suo padre, David Feinbaum, era immigrato dalla Germania ed era membro dell'Irgun. Sua madre Yvette Loinger, cugina del mimo Marcel Marceau, era cresciuta a Strasburgo. Yardena ha rappresentato l'Israele all'Eurovision Song Contest 1976 come membro del trio Shokolad Menta Mastik e all'Eurovision Song Contest 1988 come solista. Ha condotto l'Eurovision Song Contest 1979 insieme a Daniele Pe'er.